# Каменка (Белёвский район)
Ка́менка — деревня в Белёвском районе Тульской области России. Население - 12 человек (2021).
В рамках административно-территориального устройства входит в Ровенский сельский округ Белёвского района, в рамках организации местного самоуправления включается в сельское поселение Левобережное.

## География
Расположена в 3 км к юго-западу от районного центра, города Белёва, и в 110 км к юго-западу от областного центра. 

## Население
| 2010 |
| ---- |
| 12   |

## История
Из писцовых книг 1630-1632 годов известно о существовании здесь села под названием Каменное.
В деревне находилась деревянная церковь во имя святого Николая Чудотворца с двумя приделами во имя великомученицы Параскевы Пятницы и во имя преподобного Серафима Саровского, разобранная в годы Великой Отечественной войны. Она была построена в 1769 году на средства премьер-майора Ивана Ивановича Павлова, в 1888-1893 годах — капитально отремонтирована, под неё был подведён каменный фундамент. В 1891 году при храме была открыта церковно-приходская школа. Причт церкви составлял священник и псаломщик, ей принадлежало земли 36 десятин 2318 квадратных сажень (в том числе усадебной 1 десятина 430 кв. сажень, полевой 29 десятин 721 кв. сажень, луговой 6 десятин 327 кв. сажень и неудобной 840 кв. сажень). Церковный приход составляли соседние деревни: Сенюхино, Карцово, Беломестная, Ганшина и Ходыкино, где проживали крестьяне-земледельцы.

## Водопад "Гремячий"
Возле деревни, у впадения ручья в реку Вырка, расположен сероводородный родник "Гремячий", почитающийся у местного населения, как святой и лечебный. Вода в нём пахнет неприятно, из-за сероводорода, зато очень полезна. Она помогает при лечении ревматических, мышечных, нервных, гинекологических заболеваний и болезней опорно-двигательного аппарата, помогает восстановлению организма, излечивает от усталости, нервного перенапряжения. «Гремячий» ключ получил свое название за то, что вода из него, вливаясь в речку Вырка, с шумом падает с некоторой высоты, как маленький водопад. В погожий, безветренный день это журчанье слышно за километр. Источник знаменит тем, что сюда любил приезжать В.А. Жуковский.